# Robert von der Goltz

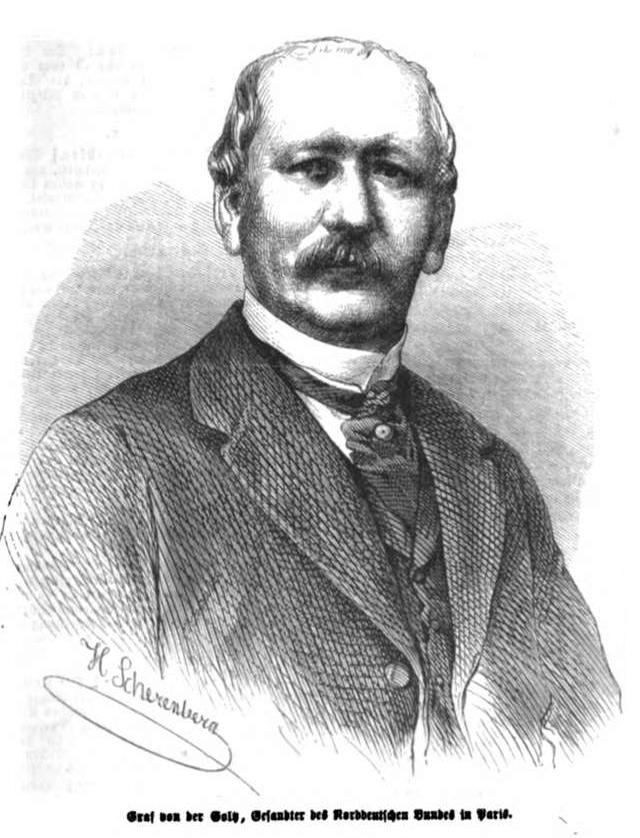
Robert von der Goltz.

Robert Heinrich Ludwig von der Goltz, född den 6 juni 1817 i Paris, död den 24 juni 1869 i Charlottenburg, var en tysk greve och diplomat, bror till Karl Friedrich von der Goltz. 
von der Goltz efterträdde Bismarck 1862 som preussiskt sändebud i Sankt Petersburg i kejsardömet Ryssland samt var sedan 1863 preussiskt och från januari 1868 till sin död nordtyskt sändebud i Paris, där han med skicklighet arbetade i den tyska politikens intresse.